# Your Man
Your Man je druhé studiové album amerického country zpěváka Joshe Turnera. Bylo vydáno 24. ledna 2006. Album obsahuje 3 singly, a to Your Man, Would You Go With Me a Me and God.V albu je také coververze singlu Dona Williamse Lord Have Mercy on a Country Boy.

## Žebříčkové umístění
Na žebříčku Billboard 200 dosáhlo nejvýše 2. místa a v Top Country Albums vystoupalo až na 1. příčku.
| Rok  | Žebříček           | Místo |
| ---- | ------------------ | ----- |
| 2006 | Billboard 200      | 2.    |
| 2006 | Top Country Albums | 1.    |

## Seznam skladeb
| Pořadí         | Název                            | Hudba                                       | Délka |
| -------------- | -------------------------------- | ------------------------------------------- | ----- |
| 1.             | Would You Go with Me             | Shawn Camp, John Scott Sherrill             | 3:49  |
| 2.             | Baby's Gone Home to Mama         | Camp, Herb McCullough                       | 3:07  |
| 3.             | No Rush                          | Camp, Brice Long, Billy Burnette            | 4:08  |
| 4.             | Your Man                         | Jace Everett, Chris DuBois, Chris Stapleton | 3:16  |
| 5.             | Loretta Lynn's Lincoln           | Camp, Mark D. Sanders                       | 3:56  |
| 6.             | White Noise                      | Josh Turner, John Anderson                  | 3:24  |
| 7.             | Angels Fall Sometimes            | Turner, Mark Nesler, Tony Martin            | 2:59  |
| 8.             | Lord Have Mercy on a Country Boy | Bob McDill                                  | 3:07  |
| 9.             | Me and God                       | Turner                                      | 3:01  |
| 10.            | Gravity                          | Turner, Mark Narmore                        | 3:39  |
| 11.            | Way Down South                   | Turner                                      | 4:53  |
| Celková délka: | Celková délka:                   | Celková délka:                              | 39:36 |